# Januarisnöstormen i Storbritannien 1881
Januarisnöstormen i Storbritannien 1881 (17–18 januari 1881) var en av de strängaste snöstormarna någonsin i Storbritannien.
Den 18 januari 1881 drog ett lågtryck fram över Engelska kanalen. Snöfallen började den 17 januari 1881 i sydväst, och då spred sig snart även i söder. Transporter och kommunikationer lamslog, liksom handel och företag. Järnvägsspåren blockerades av snö, på vissa håll över tio fot höga drivor. I centrala London uppmättes 3 fot snö på sina håll. Cirka 100 personer antas ha omkommit.

## Specifika rapporter
- Andover: 12 tum
- Basingstoke: 4 tum
- Barnstaple: 36 tum
- Dorchester: 36 tum
- Exeter: 12 tum
- Fareham: 30 tum
- Guildford: 8 tum
- Havant: 36 tum
- Lidford: 15 tum
- Okehampton: 36 tum
- Plymouth: 18 tum
- Portsmouth: 30 tum
- Ringwood: 36 tum
- Salisbury: 9 tum
- Southampton: 12 tum
- Tottenham: 8 tum

## Temperaturer
Frorsten var svår.
Extremum
- 13 januari 1881: -18.9C vid Cardigan
- 14 januari 1881: -20C vid Corwen, -19.4C vid Corwen, -18C vid Achonachie, Alston, Ketton och Lauder
- 16 januari 1881: -24.4C vid Blackadder. -23.3C vid Stobo, -22.2C vid Kelso och Corwen, -18.3C vid Blackpool, -17.8C vid Chester
- 17 januari 1881: -30C vid Blackadder, -26.7C vid Kelso, -26.1C vid Stobo, -23.3C vid Melrose
- 18 januari 1881: -26.1C vid Stobo
- 20 januari 1881: -19.4C vid Cheltenham
- 21 januari 1881: -23.3C vid Haydon Bridge
- 24 januari 1881: -23.3C vid Blackadder
- 25 januari 1881: -21.7C vid Bury St Edmunds
- 26 januari 1881: -26.7C vid Blackadder

Andra låga temperaturer
- Canden Square: -11.2C (17 januari 1881)
- Hitchin: -15C (20 januari 1881)
- Banbury: -15C (20 januari 1881)
- Norwich: -17.2C (26 januari 1881)
- Barnastaple: -14.4C (22 januari 1881)
- Bodmin: -13.3C (26 januari 1881)
- Manchester: -12.2C (17, 26 januari 1881)
- Skipton: -18.9C (25 januari 1881)
- Llandudno: -9.7C (26 januari 1881)
- Braemar: -20C (17 januari 1881)
- Aberdeen: -15.6C (17 januari 1881)
- Cork: -13.3C (15 januari 1881)
- Waterford: -12C (17 januari 1881)
- Galway: -10.6C (17 januari 1881)
- Londonderry: -10C (22 januari 1881)
- Omagh: -19.4C (23 januari)